# Csapat északi összetett a 2002. évi téli olimpiai játékokon
A 2002. évi téli olimpiai játékokon az északi összetett csapatversenyét február 16-án és 17-én rendezték. A versenyt az osztrák csapat nyerte meg. Magyar csapat nem vett részt a versenyszámban.

## Eredmények
A csapatok versenyzői síugrásban normálsáncról két-két ugrást teljesítettek, a kapott pontszámokat csapatonként időhátrányokra számították át. 0,666 pont különbség 1 másodperc hátrányt jelentett. A 4 × 5 km-es sífutásban a csapatok első versenyzői az első helyezetthez viszonyított időhátrányok szerint rajtoltak, a célba érkezés sorrendje határozta meg a végeredményt.
A távolságadatok méterben, az időeredmények másodpercben értendők.

### Síugrás, normálsánc
| Hely. | Nemzet                                                                                                | 1. ugrás            | 1. ugrás                      | 2. ugrás            | 2. ugrás                      | Össz. (pont)                  | Időhátrány |
| Hely. | Nemzet                                                                                                | Táv.                | Pont                          | Táv.                | Pont                          | Össz. (pont)                  | Időhátrány |
| ----- | --- | ------------------- | ----------------------------- | ------------------- | ----------------------------- | ----------------------------- | ---------- |
| 1.    | Finnország (FIN) · Jari Mantila · Jaakko Tallus · Hannu Manninen · Samppa Lajunen                     | 89,5 95,5 93,5 96,5 | 486,5 112,0 127,0 119,5 128,0 | 90,0 94,5 91,0 96,5 | 481,0 113,0 125,0 113,5 129,5 | 967,5 225,0 252,0 233,0 257,5 | –          |
| 2.    | Ausztria (AUT) · Michael Gruber · Christoph Bieler · Mario Stecher · Felix Gottwald                   | 89,0 91,0 92,5 94,0 | 467,5 110,5 116,0 119,0 122,0 | 86,5 94,5 95,5 93,0 | 471,0 104,5 123,0 125,0 118,5 | 938,5 215,0 239,0 244,0 240,5 | +0:44      |
| 3.    | Egyesült Államok (USA) · Todd Lodwick · Matt Dayton · Johnny Spillane · Bill Demong                   | 92,0 83,5 87,5 93,0 | 448,5 119,5 97,5 108,5 123,0  | 92,0 85,5 87,0 94,5 | 456,5 120,0 103,5 107,0 126,0 | 905,0 239,5 201,0 215,5 249,0 | +1:34      |
| 4.    | Japán (JPN) · Tomii Gen · Ogivara Kendzsi · Mori Szatosi · Takahasi Daito                             | 90,5 87,0 87,5 94,5 | 450,5 112,5 106,5 109,5 122,0 | 91,0 87,0 85,5 94,0 | 450,5 115,5 108,0 104,5 122,5 | 901,0 228,0 214,5 214,0 244,5 | +1:40      |
| 5.    | Németország (GER) · Björn Kircheisen · Georg Hettich · Marcel Höhlig · Ronny Ackermann                | 89,0 86,0 90,0 94,0 | 449,5 109,5 104,5 113,0 122,5 | 89,0 85,5 88,5 93,0 | 444,0 110,5 103,0 111,0 119,5 | 893,5 220,0 207,5 224,0 242,0 | +1:51      |
| 6.    | Csehország (CZE) · Petr Šmejc · Milan Kučera · Lukáš Heřmanský · Pavel Churavý                        | 89,5 88,5 90,0 93,0 | 448,0 110,5 109,5 112,0 116,0 | 92,5 87,0 86,0 93,5 | 444,0 118,0 105,0 103,0 118,0 | 892,0 228,5 214,5 215,0 234,0 | +1:53      |
| 7.    | Svájc (SUI) · Andreas Hurschler · Jan Schmid · Ivan Rieder · Ronny Heer                               | 86,5 85,0 90,0 91,0 | 437,5 106,0 102,0 112,0 117,5 | 84,0 88,5 85,0 89,5 | 425,5 99,0 111,0 101,0 114,5  | 863,0 205,0 213,0 232,0       | +2:37      |
| 8.    | Franciaország (FRA) · Ludovic Roux · Frédéric Baud · Nicolas Bal · Kevin Arnould                      | 85,5 85,0 86,5 85,5 | 412,5 103,0 102,0 104,5 103,0 | 90,5 85,0 86,0 90,0 | 434,0 115,0 101,5 103,5 114,0 | 846,5 218,0 203,5 208,0 217,0 | +3:02      |
| 9.    | Oroszország (RUS) · Alekszej Fagyejev · Alekszej Cvetkov · Vlagyimir Liszenyin · Alekszej Barannyikov | 89,0 80,5 77,0 90,0 | 398,0 110,5 91,5 83,0 113,0   | 90,0 85,0 82,0 90,0 | 423,0 113,5 102,5 94,5 112,5  | 821,0 224,0 194,0 177,5 225,5 | +3:40      |
| 10.   | Norvégia (NOR) · Jan Rune Grave · Lars Andreas Østvik · Sverre Rotevatn · Kristian Hammer             | 87,5 79,0 79,5 86,5 | 386,0 106,0 87,5 89,0 103,5   | 88,0 83,5 82,0 86,5 | 405,5 108,5 98,0 93,5 105,5   | 791,5 214,5 185,5 182,5 209,0 | +4:24      |

### 4 × 5 km-es sífutás
| Helyezés | Nemzet                                                                                                | Időh. | Sífutás idő                             | Sífutás hely. | Összesítés |
| -------- | --- | ----- | --------------------------------------- | ------------- | ---------- |
| Arany    | Finnország (FIN) · Jari Mantila · Hannu Manninen · Jaakko Tallus · Samppa Lajunen                     | –     | 48:42,2 12:49,9 11:28,1 12:14,1 12:10,1 | 6.            | 48:42,2    |
| Ezüst    | Németország (GER) · Björn Kircheisen · Georg Hettich · Marcel Höhlig · Ronny Ackermann                | +1:51 | 46:58,7 11:48,0 11:49,0 11:46,3 11:35,4 | 2.            | 48:49,7    |
| Bronz    | Ausztria (AUT) · Christoph Bieler · Michael Gruber · Mario Stecher · Felix Gottwald                   | +0:44 | 48:09,2 12:26,9 11:57,6 12:11,4 11:33,3 | 3.            | 48:53,2    |
| 4.       | Egyesült Államok (USA) · Todd Lodwick · Bill Demong · Johnny Spillane · Matt Dayton                   | +1:34 | 48:20,1 12:07,7 11:58,3 12:23,7 11:50,4 | 4.            | 49:54,1    |
| 5.       | Norvégia (NOR) · Sverre Rotevatn · Lars Andreas Østvik · Jan Rune Grave · Kristian Hammer             | +4:24 | 46:58,1 11:57,4 11:27,0 11:48,6 11:45,1 | 1.            | 51:22,1    |
| 6.       | Franciaország (FRA) · Frédéric Baud · Ludovic Roux · Kevin Arnould · Nicolas Bal                      | +3:02 | 48:33,5 11:59,9 12:11,6 12:36,1 11:45,9 | 5.            | 51:35,5    |
| 7.       | Svájc (SUI) · Andreas Hurschler · Ronny Heer · Jan Schmid · Ivan Rieder                               | +2:37 | 49:30,9 11:54,2 12:07,5 12:44,7 12:44,5 | 7.            | 52:07,9    |
| 8.       | Japán (JPN) · Ogivara Kendzsi · Tomii Gen · Mori Szatosi · Takahasi Daito                             | +1:40 | 50:46,5 12:33,2 12:52,5 12:35,2 12:45,6 | 8.            | 52:26,5    |
| 9.       | Csehország (CZE) · Milan Kučera · Lukáš Heřmanský · Pavel Churavý · Petr Šmejc                        | +1:53 | 51:35,8 12:49,1 13:52,3 11:51,4 13:03,0 | 9.            | 53:28,8    |
| –        | Oroszország (RUS) · Alekszej Fagyejev · Alekszej Cvetkov · Vlagyimir Liszenyin · Alekszej Barannyikov | +3:40 | nem indult                              | –             | –          |